# الخطوط الجوية البريطانية الأوروبية
الخطوط الجوية البريطانية الأوروبية (بالإنجليزية: British European Airways)‏ اختصارا(BEA) ورسميا شركة الخطوط الجوية البريطانية الأوروبية، هي شركة طيران بريطانية سابقة، كانت موجودة من عام 1946م حتى عام 1974م.